# 맨 위드 어 플랜
《맨 위드 어 플랜》(영어: Man with a Plan)는 2016년부터 2020년까지 방영된 미국의 시트콤이다.